# Головіна Галина Борисівна
Галина Борисівна Головіна́ (баронеса фон Йорк; нар. 28 грудня 1903, Олешки — пом. 25 березня 1977, Київ) — українська майстриня художньої кераміки та фарфору; член Спілки радянських художників України з 1945 року.

## Біографія
Народилася 15 [28] грудня 1903 року у місті Олешках Дніпровського повіту Таврійської губернії (тепер Херсонська область, Україна). Спеціальної художньої освіти не здобула.
У 1944—1963 роках працювала художницею на Київському експериментальному кераміко-художньому заводі. Жила в Києві в будинку на провулку Філатова, № 3/1, квартира 50. Померла в Києві 25 березня 1977 року.

## Творчість
Серед робіт:
- фарфорові сервізи — «Жар-птиця» (1945), «Голуби» (1957), «Верба», «Урожай» (обидва — 1960);
- фаянсові прибори — для води «Івана Купала» (1945), молока (1963);
- вази з портретом Володимира Леніна (1948, 1949, 1957); «Партизани» (1957), «Збір урожаю» (1960, разом з Світланою Болзан), «Козлик» (1963).

Створила чайний сервіз на шість персон із зображенням Йосипа Сталіна.
Брала участь у республіканських мистецьких виставках з 1946 року, всесоюзних — з 1957 року. 1948 року її роботи еспонувалися у Парижі.